# Cacopsylla brunneipennis
Cacopsylla brunneipennis är en insektsart som först beskrevs av Edwards 1896.  Cacopsylla brunneipennis ingår i släktet Cacopsylla och familjen rundbladloppor. Arten är reproducerande i Sverige. Inga underarter finns listade i Catalogue of Life.